# Ayensua uaipanensis
Ayensua uaipanensis là một loài thực vật có hoa trong họ Bromeliaceae. Loài này được (Maguire) L.B.Sm. mô tả khoa học đầu tiên năm 1969.